# Сальзигутово (Мечетлинский район)
Сальзигу́тово (баш. Салйоғот) — деревня в Мечетлинском районе Республики Башкортостан Российской Федерации. Входит в состав Большеустьикинского сельсовета.

## География

### Географическое положение
Находится на левом берегу реки Ай.
Расстояние до:
- районного центра (Большеустьикинское): 5 км,
- центра сельсовета (Большеустьикинское): 5 км,
- ближайшей ж/д станции (Сулея): 121 км.

## Население
| 1939 | 1959 | 1970 | 1979 | 1989 | 2002 | 2009 |
| ---- | ---- | ---- | ---- | ---- | ---- | ---- |
| 305  | ↘246 | ↗359 | ↘286 | ↘262 | ↘255 | ↘235 |
| 2010 |      |      |      |      |      |      |
| ↗266 |      |      |      |      |      |      |

Национальный состав
Согласно переписи 2002 года, преобладающая национальность — башкиры (86 %).